# Белица (приток на Янтра)
Вижте пояснителната страница за други значения на Белица.
Белица или Килифаревска река е река в Северна България, област Габрово – община Трявна и Област Велико Търново – община Велико Търново, десен приток на река Янтра. Дължината ѝ е 57 km, която ѝ отрежда 70-о място сред реките на България.
Река Белица извира под името Станчовханска река от югозападното подножие на връх Върбанов чукар (829 m) в Тревненска планина, на 718 m н.в. До село Станчов хан тече на северозапад в тясна гориста долина, след което долината ѝ се разширява и постепенно завива на север, североизток и изток, а от село Кисьовци – на север. След село Вонеща вода образува пролом между Габровските на запад и Еленските височини на изток. При град Дебелец приема отлява водите на най-големия си приток Дряновска река и след 2 km се влива отдясно в река Янтра, на 142 m н.в. в кв. „Чолаковци" на град Велико Търново.
Площта на водосборния басейн на Белица е 740 km2, което представлява 9,4% от водосборния басейн на река Янтра.
Притоци – → ляв приток, ← десен приток:
- → Криводолка
- → Дамяновско дере
- ← Райковска река
- ← Войнежка река
- ← Ресиманка
- → Еньовица
- → Дряновска река (най-голям приток)

Средногодишният отток на реката при село Въглевци е 2,2 m3/s, като максимумът е от април до юни, а минимумът – август-октомври.
По течението на реката са разположени 11 населени места, в т.ч. 3 града и 8 села:
- Област Габрово

- Община Трявна – Гайдари, Станчов хан, Белица;

- Област Велико Търново

- Община Велико Търново – Кисьовци, Вонеща вода, Въглевци, Самсиите, Нацовци, Килифарево, Дебелец.

По долината на реката преминават два пътя от Държавната пътна мрежа:
- 22 km (от Дебелец до село Вонеща вода) от Републикански път II-55 Дебелец – Нова Загора – Свиленград;
- 10 km (от село Вонеща вода до село Белица) от Републикански път III-552 село Белица – Трявна – Габрово.

## Топографска карта
- Лист от карта K-35-40. Мащаб: 1 : 100 000.
- Лист от карта K-35-28. Мащаб: 1 : 100 000.